# Pablo Nassarre
Pablo Nassarre (Alagó, 1664 - Saragossa, 1730) fou un religiós i músic aragonès.
Era cec de naixement i s'educà al convent de San Francisco el Grande de Saragossa, on professà i ocupà el càrrec d'organista. Es dedicà amb èxit a l'ensenyança musical, i va tindre alumnes avantatjats. Se li deuen: Fragmentos músicos (Saragossa, 1693); la segona edició (Madrid, 1700) fou completada per Torres; Escuela música según la pràctica moderna, dividida en dos partes (Saragossa, 1724), i Segunda parte de la escuela música según la pràctica moderna (Saragossa, 1724).